# شهرستان لاپاز (بولیوی)
شهرستان لاپاز (به اسپانیایی: Departamento de La Paz) یکی از  بخش در بولیوی است که در بولیوی واقع شده‌است. شهرستان لاپاز ۱۳۳٬۹۸۵ کیلومتر مربع مساحت و ۲٬۷۰۶٬۳۵۹ نفر جمعیت دارد.